# Katatonia
Katatonia er et svensk metal-band, som blev dannet i Stockholm i 1991 af Jonas Renkse (tidligere kendt som Lord Seth). Deres tidlige udgivelser fremviste en stærk melankolsk musikstil, der klassificerede dem som doom metal, death/doom eller dark metal. Katatonias mere nylige albums har gået mod en mere udstrakt lyd med moderne overtoner, nedstemte guitarer, symfoniske synthesizere og arrangement, alternative lyde og generelt tungere riffs.
Opeths Mikael Åkerfeldt optrådte med den growlende vokal på Brave Murder Day og Sounds of Decay efter at Katatonias vokalist (og på dette tidspunkt trommeslager) Jonas Renkse ikke længere kunne growle. Gennem denne tid besluttede bandet at skifte deres lyd til en mere blød musik med rene vokaler, som de begyndte at arbejde med på albummet Discouraged Ones. Dette skift i instrumentale toner og vokalstil medførte en mærkbar formindskelse i længden af bandets sange.

## Medlemmer

### Nuværende medlemmer
- Jonas Renkse – Vokal (1991 – ), trommer, percussion (1991 – 1999)
- Anders "Blakkheim" Nyström – Lead & rytmeguitar (1991 -)
- Fredrik "North" Norrman – Lead & rytmeguitar (1994 – )
- Mattias "Kryptan" Norrman – Bas (1999 – )
- Daniel Liljekvist – Trommer, percussion (1999 – )

### Tidligere medlemmer
- Guillaume Le Huche – Bas (1992 – 1995)
- Mikael Oretoft – Bas (1996 – 1997)
- Mikael Åkerfeldt – Vokal (1996 – 1997)
- Dan Swanö – Keyboard (1992 – 1993), trommer, percussion (1999)
- Kenneth Eklund – Trommer, percussion (live, 1996)

## Diskografi

### Albums
- Dance of December Souls (1993)
- Brave Murder Day (1996)
- Discouraged Ones (1998)
- Tonight's Decision (1999)
- Last Fair Deal Gone Down (2001)
- Viva Emptiness (2003)
- The Great Cold Distance (2006)
- Night Is The New Day (2009)
- Dead End Kings (2012)
- The Fall of Hearts (2016)
- City Burials (2020)
- Sky Void of Stars (2023)
- Nightmares as Extensions of the Waking State (2025)

### Live albums
- The Black Sessions (Bedst af dobbelt disk med en live DVD) (2005)
- Live Consternation (inklusiv live DVD) (2007)

### Ep'er
- Jhva Elohim Meth... The Revival (1992)
- For Funerals to Come (1995)
- Sounds of Decay (1997)
- Saw You Drown (1998)
- Teargas (2001)
- Tonight's Music (2001)

### Demoer
- Rehearsal '91 (1991)
- Rehearsal '92 (1992)
- Jhva Elohim Meth (1992)

### Singler
- "Ghost of The Sun" (2003)
- "My Twin" (2006)
- "Deliberation" (2006)
- "July" (2007)

### Opsamlingsalbum
- W.A.R. Compilation Vol. 1 (1994)
- Split 10" (1996)
- Identity Five (1999) Century Media (indeholder "Deadhouse")
- Brave Yester Days (2004)
- The Black Sessions (2005)
- Peaceville Classic Cuts (2001) Peaceville (indeholder sporet "No devotion")